# Beránka
Beránka (dříve též Sofienhof) je původně viniční usedlost v pražských Dejvicích, u křižovatky ulic U Beránky a Na Beránce, asi 200 metrů severně od křižovatky Evropská – Horoměřická. Její adresa je Na Beránce 57/2.
V 19. století se usedlost jmenovala Sofienhof, ale toto jméno se neujalo. První zmínka o vinici v těchto místech pochází z roku 1562, viniční lis zde byl před rokem 1645, spadala pod vrchnost nejvyššího komorníka. Od roku 1958 je budova památkově chráněna.

## Historie

### 16. a 17. století
První vinici v místě dnešní usedlosti chtěl založit Bartoloměj Kočvara, který zde koupil pozemek pro vinici v roce 1559 od Jana Víta ze Rzavého. Založení vinice se mu nedařilo, úspěšný byl teprve jeho následovník Jiřík Šlyslperger, malostranský krejčí, který odkoupil pozemky o tři roky později. Vinice měla 12 strychů a od roku 1562 byla obehnána hrází a zdí a nebylo zde zatím žádné stavení, jen vinice a pole. Dalším majitelem se stal Petr Vandereis z Eisenberka, který ji koupil za 1600 kop míšeňských grošů. Petr Vandereis však nebyl příliš dobrý vlastník, nesplácel půjčku na nákup vinice a také vlastní vinici zanedbával. V roce 1600 koupil vinici malostranský radní Matěj Velvarský a přikoupil k ní i další pozemky.
V roce 1645 koupil pozemky od vdovy předchozího majitele Matěje Velvarského Pavel Beránek, malostranský měšťan. Ten přikoupil pole a vedle lisu dal postavit dům o dvou světnicích a ovčín. K vinici v té době náleželo několik zoraných polí, takže usedlost už byla spíše hospodářská než viniční. Byly zde též pěstovány ovce. Právě po tomto majiteli nese usedlost své dnešní jméno.

### 18. století
V roce 1708 zakoupil usedlost s pozemky Linhart Ferdinand Meisner, univerzitní profesor a zemský fyzik, který usedlost opravil a výrazně přestavěl. Pozemky rozšířil o vinici Pahoubku a bývalou vinici Tylišovskou, později také o Bečvářku a Zvonickou. Podle jeho poslední vůle ale poslední dvě vinice po jeho smrti dostala vdova Terezie Rozálie, která je spojila se svou vinicí Perníkářkou. Za Meisnerovy přestavby získala nemovitost raně klasicistní vzhled a dodnes se zachoval vzhled jižního průčelí Beránky. K původní patrové době byly v té době přistavěny přízemní hospodářské budovy.
Roku 1754 vydražil usedlost Beránka Eliáš Melichar Kašpar za 2625 zlatých a byl jejím vlastníkem 9 let. Poté ji zakoupila Marie Magdaléna Zintlová, která k ní ještě přikoupila v roce 1765 vinici Kanclířku. V 80. letech 18. století měly pozemky usedlosti plochu téměř 27 jiter půdy, byl zde i zbytek vinice o rozloze 788,5 sáhu.

### 19. století
V roce 1802 byl majitelem Ignác Stöger a byl zaevidován následující hospodářský majetek: lopaty, kopáče, motyky, 5 sít, dřevěný věrtel, žebřinový vůz, hnojní vůz, sáně, 2 koně, 9 dojných krav, 2 chomouty, 2 pluhy a také zásoby ječmene, hrachu a čočky. V roce 1815 koupil Beránku Tomáš Chýle za 27 150 zlatých a se svou rodinou zde vedl hospodářství až do roku 1867. Při měření půdy pro stabilní katastr byla konstatována rozloha nemovitosti 35,5 jiter, vinice zde už vůbec nebyly.
V roce 1867 koupil usedlost Fridrich Fritsch, majitel usedlosti Pernikářka. Podle své ženy dal usedlosti nové jméno Sofienhof, toto jméno se však mezi lidmi neujalo a nadále říkali statku Beránka. V této době zde vznikla nová stodola a nové hospodářské stavby vytvořily dva přízemní trakty přiléhající k hlavní budově usedlosti.

### 20. století
Na začátku 20. století přestala být Beránka hospodářským dvorem. Majitelem byl tehdy stavitel Antonín Zeman, po roce 1920 provedl rozsáhlé stavební úpravy dal v levém křídle zřídit krám, byt pro domovníka, dvě stáje, kanceláře a pekařský krám. Pravé křídlo bylo přestavěno na restauraci a pokoje. Část dvora sloužila jako zahradní restaurace. Další majitel E. Hrůša v roce 1932 přestavěl ještě západní křídlo, kde dal zřídit výrobnu hořčice a octa. Posledním soukromým majitelem Beránky byl architekt a stavitel Alois Zima.
Po válce usedlost získal OPBH. Potom patřila ještě Ústavu stavebních informací, za jehož působení prošla v letech 1978–1988 radikální rekonstrukcí a získala rozsáhlou moderní přístavbu, v severní části vznikla nová patrová budova, která uzavírá dvůr (arch. prof. Bohumil Fanta).
Následně byla v 90. letech v rámci restitucí vrácena rodině Zimově. Dnes jsou zde kanceláře a sklady a usedlost je nabízena k pronájmu.

## Památková hodnota
Důvodem památkové ochrany je popsán takto: "Původně viniční usedlost s architektonicky zajímavým raně klasicistním jižním průčelím. Usedlost je i přes rozsáhlé novodobé stavební zásahy hodnotným dokladem původní rozptýlené zástavby pražského předměstí."